# Kerkhof van Houtem
Het Kerkhof van Houtem is een gemeentelijke begraafplaats in het West-Vlaamse dorp Houtem, een deelgemeente van Veurne. Het kerkhof ligt in het dorpscentrum rond de Onze-Lieve-Vrouw-Hemelvaartkerk.

## Britse oorlogsgraven
Op het kerkhof ligt naast de noordelijke zijde van de kerk een perk met 16 Britse gesneuvelden (waarvan 3 niet geïdentificeerde) uit de Tweede Wereldoorlog. Zij waren leden van de British Expeditionary Force die strijd leverden tegen het oprukkende Duitse leger om de terugtrekking van hun troepen naar Duinkerke veilig te stellen. Zij sneuvelden tussen 29 mei en 1 juni 1940. Hun graven worden onderhouden door de Commonwealth War Graves Commission en zijn daar geregistreerd als Houtem Churchyard.